# Laàs
 Laàs es una población y comuna francesa, en la región de Aquitania, departamento de Pirineos Atlánticos, en el distrito de Oloron-Sainte-Marie y cantón de Sauveterre-de-Béarn.

## Demografía
| 484 | 462 | 585 | 536 | 536 | 605 | 614 | 618 | 627 | 595 | 559 | 550 | 560 | 541 | 532 | 503 | 500 | 503 | 504 | 464 | 441 | 354 | 345 | 313 | 286 | 230 | 203 | 160 | 150 | 152 | 146 | 135 | 125 | 108 |
| Para los censos de 1962 a 1999 la población legal corresponde a la población sin duplicidades (Fuente: INSEE [Consultar]) |     |     |     |     |     |     |     |     |     |     |     |     |     |     |     |     |     |     |     |     |     |     |     |     |     |     |     |     |     |     |     |     |     |

## Economía
La principal actividad es la agrícola.